# Norman Rentsch
Norman Rentsch (* 22. November 1979 in Frankfurt (Oder)) ist ein ehemaliger deutscher Handballspieler und jetziger -trainer. Er trainiert den BSV Sachsen Zwickau in der Bundesliga.

## Karriere
Rentsch spielte anfangs beim ESV Frankfurt, für den er bis 1997 auflief. Daraufhin spielte der Rückraumspieler drei Jahre beim USV Cottbus und zwei Spielzeiten beim Dessauer HV. Nachdem Rentsch in der Saison 2002/03 wiederum für USV Cottbus gespielt hatte und mit ihm in die Regionalliga abgestiegen war, schloss er sich dem EHV Aue an. Im Jahre 2005 musste er aus gesundheitlichen Gründen seine Karriere beenden.
Rentsch war von 2005 bis 2008 als Co-Trainer beim EHV Aue tätig. Anschließend trainierte er zwei Jahre lang den ESV Lokomotive Pirna. 2011 nahm ihn der Zweitligist BSV Sachsen Zwickau als sportlichen Leiter unter Vertrag. Im Dezember 2011 übernahm er das Traineramt vom BSV Sachsen Zwickau. 2014 wechselte er zum Bundesligisten HC Leipzig. Unter seiner Leitung gewann Leipzig 2016 den DHB-Pokal. Nach dem Insolvenzantrag nach der Saison 2016/17 endete seine Tätigkeit beim HC Leipzig. Zur Saison 2018/19 wurde er vom Bundesligisten Borussia Dortmund als neuer Trainer verpflichtet und wurde damit Nachfolger von Ildikó Barna. Nach etwa zwei Monaten lösten Norman Rentsch und Borussia Dortmund im August 2018 den Vertrag aus persönlichen Gründen auf. Ab dem 8. Januar 2019 übernahm er wieder das Traineramt vom BSV Sachsen Zwickau. Am 1. Juli 2019 übernahm er zusätzlich den Posten als Geschäftsführer. Seit der Saison 2020/21 trainiert er gemeinsam mit Dietmar Schmidt den BSV Sachsen Zwickau.

## Erfolge

### Spieler
- Meister der Regionalliga Nordost: 1999/2000 (USV Cottbus)

### Trainer
- DHB-Pokalsieger: 2015/16 (HC Leipzig)